# Chaunax pictus
Chaunax pictus é uma espécie de peixe pertencente à família Chaunacidae.
A autoridade científica da espécie é Lowe, tendo sido descrita no ano de 1846.

## Portugal
Encontra-se presente em Portugal, onde é uma espécie nativa.

## Descrição
Trata-se de uma espécie marinha. Atinge os 40 cm de comprimento total nos indivíduos do sexo masculino.